# Töttleben
Töttleben ist ein Ortsteil der thüringischen Landeshauptstadt Erfurt.

## Geografie
Töttleben liegt im Thüringer Becken in der Talsenke des Linderbachs. Die Umgebung ist waldarm und wird landwirtschaftlich genutzt. Nachbardörfer sind Kerspleben im Südwesten, Schwerborn im Nordwesten, Kleinmölsen im Nordosten und Vieselbach im Südosten.

## Geschichte
Töttleben wurde 1104 erstmals im Güterverzeichnis des Petersklosters genannt. 1192 wurde Töttleben Teil der Grafschaft Vieselbach, die unter der Hoheit der Grafen von Gleichen-Tonna stand. 1343 kam das Dorf in den Besitz der Stadt Erfurt. 1815 wurde Töttleben Teil des Großherzogtums Sachsen-Weimar-Eisenach (Amt Vieselbach) und ab 1850 des dortigen Landkreises Weimar, bei dem es bis 1952 blieb. Danach wurde der Kreis Erfurt-Land gegründet, dem das Dorf zugeordnet wurde. Am 1. Januar 1960 erfolgte die Eingemeindung nach Kerspleben. Nach Auflösung des Kreises Erfurt-Land wurden Töttleben und Kerspleben am 1. Juli 1994 Stadtteile Erfurts. Beide verfügen noch über einen gemeinsamen Ortschaftsrat, sind aber zwei getrennte Ortsteile der Landeshauptstadt.

## Einwohnerentwicklung
| Jahr      | 1843 | 1910 | 1939 | 1995 | 2000 | 2005 | 2010 | 2015 | 2020 |
| --------- | ---- | ---- | ---- | ---- | ---- | ---- | ---- | ---- | ---- |
| Einwohner | 194  | 199  | 213  | 308  | 340  | 335  | 321  | 314  | 308  |

## Sehenswürdigkeiten
- Dorfkirche St. Anna
- Kriegerdenkmal (1914–1918) vor dem Eingang zur Kirche

## Wirtschaft und Verkehr
Töttleben ist ein landwirtschaftlich geprägter Ort. Gewerbegebiete befinden sich in den nahe gelegenen Orten Kerspleben und Vieselbach.
Das Dorf lag an der Via Regia von Frankfurt über Erfurt nach Leipzig, auf deren Trasse die Landesstraße Erfurt–Buttelstedt verläuft. Sie verbindet den Ort mit Kerspleben im Südwesten und Kleinmölsen im Nordosten. Ein Stadtbus verbindet Töttleben mit dem Erfurter Zentrum. Der nächste Bahnhof befindet sich in Vieselbach an der Thüringer Bahn. Südöstlich des Ortes führt die ICE-Neubaustrecke Erfurt–Leipzig/Halle vorbei.

## Persönlichkeiten
- Hans Fleischhacker (1912–1992), Anthropologe und SS-Obersturmführer